# 斎藤幹雄
斎藤 幹雄（さいとう みきお）は、コナミデジタルエンタテインメントに所属していた作曲家・ゲームデザイナー・プロデューサーである。名古屋国際工科専門職大学工科学部教授。本名は齋藤 幹雄（さいとう みきお）。メタルユーキ（Metal Yuhki）のニックネームでも知られる。

## 来歴

### 生い立ち
北海道帯広市出身。北海道帯広柏葉高等学校卒。日本大学理工学部電気工学科卒。

### 作曲家として
大学卒業後、ゲーム会社のテクモに入社、アーケードゲーム・家庭用ゲームのBGMの作曲家として活躍する。
1991年にコナミ（後のコナミデジタルエンタテインメント）に移籍。1994年に制作に参加した『ときめきメモリアル』の大ヒットにより、その名を広く知られるようになる。
その後、コナミの開発部門分社に伴い、新設されたコナミコンピュータエンタテインメント東京（以下「KCE東京」）に移籍。社内プロダクション・バーチャルキッスの一員として、『ときめきメモリアル』シリーズ関連作品の開発に当たる。

### ゲームプロデューサーとして
1997年に『ときめきメモリアル2』の開発が着手されると、前作同様BGM作曲担当として開発に参加。しかし後に勃発した人事面のトラブルにより、急遽プロデューサー職を任命される。
その後は作曲家としての活動よりプロデューサー職がメインとなり、『ときめきメモリアル』シリーズにかかわり続ける傍ら、アーケードでヒットし家庭用に移植された『ダンスダンスレボリューション』シリーズも手がけるようになる。2000年には、その2作を融合させた『ときめきメモリアル2 Substories Dancing Summer Vacation』を送り出した。またこの頃、KCE東京の執行役員にも就任している。
しかし、『ときめきメモリアル2 Substories』や、2001年に発表した『ときめきメモリアル3 ～約束のあの場所で～』などがことごとく不振に終わり、KCE東京執行役員の座からも降りることになった。『ときめきメモリアル Girl's Side』シリーズでも、1作目こそは斎藤がプロデューサーとして制作指揮に当たったが、2作目では内田明理にプロデューサーのポストを譲っている。
2005年2月、斎藤は『ときめきメモリアル』シリーズの新たな展開として、コミュニケーション重視のMMORPG・『ときめきメモリアルONLINE』を発表。2006年3月にサービスを開始し、「高校の在学期間に合わせて3年間はサービスを続けたい」という意気込みで望んだものの、相次ぐトラブルや不手際等から不振に終わり、翌2007年7月31日にサービス終了となっている。
2005年、KCE東京のコナミへの再統合に伴い、コナミに再移籍。さらに2006年3月にはコナミデジタルエンタテインメント設立に伴い、同社に移籍した。
2020年、コナミを定年退職。

### 教員として
定年後、学校法人日本教育財団で国際工科専門職大学設立準備スタッフ、専門学校HAL教員を経て、2021年4月に名古屋国際工科専門職大学の開校と共に工科学部にて教授に就任。デジタルエンタテインメント学科の講義を担当し、学科長も兼務。専門分野は「ゲームプロデュース」「ゲーミフィケーションによる効率的かつ効果的な教育・介護の研究」。

## 作品

### テクモ
- 作曲家として
  - Gridiron Fight（アーケードゲーム）※国内未発売
  - スーパースターフォース 時空暦の秘密（ファミリーコンピュータ）
  - ジェミニウイング（アーケードゲーム）
  - ソロモンの鍵（ファミリーコンピュータ）※エンディングのみ
  - ソロモンの鍵　王女リヒタの涙（セガ・マスターシステム）
  - 忍者龍剣伝（アーケードゲーム）
  - キャプテン翼II スーパーストライカー（ファミリーコンピュータ）
  - ワイルドファング（アーケードゲーム）
  - スーパーピンボールアクション（アーケードゲーム）
  - 雷牙（アーケードゲーム）
  - 雷軋斗（アーケードゲーム）※国内未発売

### コナミ・コナミデジタルエンタテインメント
- 作曲家として
  - サンダークロスII（アーケードゲーム）
  - グラディウスII -GOFERの野望-（PCエンジン）※PCエンジン版オリジナルステージBGM
  - 悪魔城ドラキュラX 血の輪廻（PCエンジン）
  - ときめきメモリアル（PCエンジン，PlayStation）※セガサターン版には関わっていない
  - ときめきメモリアル2（PlayStation）
- プロデューサーとして
  - ときめきメモリアル2（PlayStation）
  - ときめきメモリアル2 Substories（PlayStation）※主題歌の作曲も手がける
  - ときめきメモリアル3 ～約束のあの場所で～（PlayStation 2）
  - ときめきメモリアル Girl's Side（PlayStation 2）
  - ときめきメモリアルONLINE（Windows）※主題歌の作曲も手がける
  - ダンスダンスレボリューションシリーズ（PlayStation他）※家庭用移植版
  - 最終兵器彼女（PlayStation 2）
- 監修として
  - ときめきメモリアル Only Love（テレビアニメ）※17話に本人役で出演
  - ときめきメモリアル4（PlayStation Portable）